# Доменико Алфани
Доменико Алфани ди Париде (около 1483 – 1553) е италиански художник от Ренесанса. Работи главно в родния си град Перуджа, Италия.

## Биография
Роден е в Перуджа през 1483 г. Той е съвременник на Рафаело, с когото учи в школата на Пиетро Перуджино. Двамата художници са били близки приятели, а влиянието на Рафаело е толкова очевидно в произведенията на Алфани, че те често са били приписвани на по-известния художник. Той използва дизайна, даден от Рафаело, за олтар в църквата Сан Симоне дел Кармини, Перуджа, сега се нарича италианска национална колекция от картини на Умбрия. Към края на живота си Алфани постепенно променя стила си и се доближава до този на по-късната флорентинска школа. Картината, изобразяваща Мадоната с младенеца, е една от най-ранните му известни творби, която е в Колеж Грегориано в Перуджа. Неговите творби също се намират в старата августинска църква, заедно с тези на Джироламо да Кремона, Пиетро Перуджино и Доно Дони.
Датата на смъртта му, според някои, е 1540 г., докато други казват, че е бил жив през 1553 г. Снимки от Алфани могат да бъдат видени в колекции във Флоренция и в няколко църкви в Перуджа, включително в църквата Сан Франческо в Дерута.
Синът му Орацио Алфани също е виден художник в Перуджа и основател на академията по живопис в този град. Тъй като баща и син са имали навика да рисуват заедно, е трудно да се определи истинското авторство на някои от добре познатите произведения. Например, Светото семейство е едно от най-оспорваните произведения, което се намира в Уфици.